# Dedad mac Sin
Dedad mac Sin lub Degad mac Sin – legendarny eponim irlandzkiego rodu Clanna Dedad z którego wywodzili się królowie Munsteru, zwierzchni królowie Irlandii. Od niego wywodziły się dynastie Fergusa I Mora mac Eirc rządząca Dalriadą oraz Loarna mac Eirc, z której pochodził m.in. Makbet, słynny król Szkocji. Od Fergusa wywodzili się pierwsi królowie Szkocji oraz Stewartowie (Stuartowie), królowie Szkocji. Dedad był synem Sina, w siedemnastym stopniu potomka Itha mac Breogan z rodu Milezjan. Według Caithréim Conghail Cláiringhnigh („Wojenna kariera Congala Cláiringnecha”) Dedad otrzymał królestwo dwu prowincji Munsteru od Lugaida IV Luaigne’a, zwierzchniego króla Irlandii. Gdy arcykról odbywał radę w Tarze, Dedad siedział po jego prawej stronie. Brał udział w walkach z jego rywalem do tronu Irlandii, Congalem Clairingnechem. Kiedy ten w końcu pokonał i zabił Lugaida, prowincjonalni królowie uznali go za arcykróla. Dedad był także wśród nich. Inne źródła podają, że dopiero jego syn Iar był pierwszym królem Munsteru z tego rodu.

## Potomstwo
Dedad pozostawił po sobie siedemnastu synów, w tym:
- Oilioll (Ailill)
- Daire I mac Degaid, przyszły król Munsteru
- Fuithe (Futhe), przodek Érainn, miał syna:
  - Fiodach (Fithech), miał syna:
    - Nial (Niul), miał syna:
      - Srobgend (Srobcind), miał trzech synów:
        - Rossa
        - Nemed
        - Mata (Mada), miał syna:
          - Oilioll (Ailill) I Mor, przyszły król Connachtu
- Bracan
- Iar mac Degaid, przyszły król Munsteru
- Etsin, pozostawił po sobie potomstwo
- Fer Cete (Fer Chéte), przodek Dál Céte i Dál Bairdne
- Ross (Rossa, Rus), pozostawił po sobie potomstwo
- Binne (Binde)
- Forad
- Glas
- Coemgen Conganchnes, pozostawił po sobie potomstwo
- Conall Anglonnach, przodek Conaille Muirtheimne z Ulsteru